# Delphacodes banosensis
Delphacodes banosensis är en insektsart som beskrevs av Frederick Arthur Godfrey Muir 1926. Delphacodes banosensis ingår i släktet Delphacodes och familjen sporrstritar. Inga underarter finns listade i Catalogue of Life.